# Гургуреево
Гургуреево (баш. Гөргөрөй) — деревня в Кушнаренковском районе Республики Башкортостан Российской Федерации. Входит в состав Шариповского сельсовета.

## География

### Географическое положение
Расстояние до:
- районного центра (Кушнаренково): 24 км,
- центра сельсовета (Шарипово): 17 км,
- ближайшей ж/д станции (Уфа): 54 км.

## Население
| 2002 | 2009 | 2010 |
| ---- | ---- | ---- |
| 184  | ↘177 | ↘145 |

Национальный состав
Согласно переписи 2002 года, преобладающая национальность — башкиры (81 %).